# Југовићи (Гацко)
Југовићи су насељено мјесто у општини Гацко, Република Српска, БиХ. Према попису становништва из 2013. године, у насељу је живјело свега 15 становника.
Овде се налази Црква Свете Тројице - Југовићи (Гацко).

## Становништво
Према попису становништва из 1991. године, мјесто је имало 54 становника.
| Демографија | Демографија | Демографија |
| Година      | Становника  | Становника  |
| ----------- | ----------- | ----------- |
| 1961.       | 250         |             |
| 1971.       | 157         |             |
| 1981.       | 84          |             |
| 1991.       | 55          |             |
| 2013.       | 15          |             |

## Знамените личности
- Саво Скоко, српски историчар и официр ЈНА